# إنغوشيا
جمهورية إنغوشيا (بالإنغوشية: ГIалгIай Мохк، Гӏалгӏайче وبالروسية: Респу́блика Ингуше́тия) هي كيان فدرالي في روسيا الاتحادية (جمهورية).
ومن أبرز مدن وقرى الجمهورية الاتحادية: كارابولاك، ماغاس، مالغوبك، نازران.

## لمحة تاريخية
أصدر مجلس السوفيت الأعلى الروسي في الأول من أكتوبر/تشرين أول عام 1991 قراراً يقضي بفصل أنغوشيا عن الشيشان، وتأسست جمهورية أنغوشيا الحديثة في العام 1992.
تُعتبر أراضي جمهورية أنغوشيا من أقدم المناطق التي جرى استيطانها في منطقة شمال القوقاز، إذ تشير المخطوطات القديمة التي عُثر عليها في تلك المنطقة إلى أن الإنسان تواجد في هذه البقاع منذ الألفية الأولى قبل الميلاد، ولكن الآثار المنتشرة في هذه المنطقة تعود للقرون الوسطى.
تقع جمهورية أنغوشيا في منطقة شمال القوقاز الروسي وتتمتع باستقلال ذاتي، وتحدها جورجيا والشيشان وأوسيتيا الشمالية، ويبلغ عدد سكانها بحسب إحصاءات العام 2008 حوالي نصف مليون نسمة غالبيتهم من الأنغوش وحوالي 90 ألفا من الشيشان، وجميعهم يعتنقون الدين الإسلامي، إلى جانب حوالي 50 ألفاً من المسيحيين الأرثوذكس الروس. أما المدن الرئيسية فهي العاصمة ماغاس، إلى جانب العاصمة السابقة نازران ومالغوبك وكارابولاك.

## الآثار
تضم جمهورية أنغوشيا إحدى أبرز المحميّات الأثرية في منطقة القوقاز، حيث تتوزع عشرات النصب والأبراج والقِلاع المعمارية التاريخية على سلسلة جبال أنغوشيا، وفي سهل تاغيسكي، ووادي نهر أرمخا، وفي منطقة أسا الجبلية. ومن أبرز هذه المعالم الأثرية معبد البيردي ومعبد طحابيردي، ومجمع قِلاع فوفنوشكي ومجمعات حمحي وتارغيم وإيغكال وغيرها من المواقع التي تغني تلك المنطقة وتجعلها شاهدا على الحضارات التي مرت عبر العصور، كما أنها تعكس المراحل التاريخية لفن البناء لدى سكان تلك المنطقة، مما يجعل لهذه المعالم قدسية لدى السكان الحاليين.

## العادات والتقاليد
أبرز ما يشتهر به الأنغوش هو التقاليد والعادات التي يحافظون عليها على مرّ السنين، ومنها أن أي إنسان يمكن أن يحل عليهم ضيفا بغض النظر عن قوميته وديانته، فبمجرد دخوله المنزل يصبح ضيفا مُرحَّباً به ويُقدّم له الطعام ومن ثم كل وسائل الراحة والحماية اللازمة، وبعد ذلك يسأل المضيف الضيف عن سبب زيارته. إلى جانب هذه الميّزة، لدى الأنغوش ميزة لا تقل أهمية وهي الاهتمام الدائم بالوالدين واحترامهما، واحترام من هو أكبر سنًا وخصوصا عند الكلام، إذ يجب بحسب التقاليد الأنغوشية الاستماع حتى النهاية إلى حديث من هو أكبر سنا ومن ثم السؤال منه عن إمكانية الإجابة أو المشاركة بالحديث. كما وأن الأنغوش من أكثر شعوب القوقاز التي لا تزال تحافظ على اللباس القومي وخصوصا في المناطق الجبلية.

## العاصمة ماغاس
تجربة بناء العاصمة الأنغوشية الجديدة ماغاس هي التجربة الأولى في تاريخ روسيا الحديث منذ ولاية القيصر بطرس الأكبر الذي نقل العاصمة الروسية من موسكو إلى بطرسبورغ، وكانت تلك من التجارب المعمارية الناجحة في تاريخ روسيا حيث تعتبر مدينة بطرسبورغ من أجمل المدن في العالم بالرغم من عودة العاصمة إلى مدينة موسكو بعد انتصار الثورة البلشفية.
تشهد العاصمة الإنغوشية الحديثة ماغاس اليوم نهضة عمرانية تتمثّل بانتشار الأبنية الحكومية والسكنية والإدارية على ضفاف نهر سونجا لتشكل سلسلة حلقات متشابهة ومترابطة، إضافة إلى سكك الحديد التي تربطها بالمناطق المجاورة، ومطار يبعد حوالي 30 كيلومترا عن وسط العاصمة، والطريق الدولية المعروفة بطريق القوقاز التي تربط مدينة روستوف الروسية بالعاصمة الأذربيجانية باكو، إضافة إلى انطلاق عملية شق طريق جديدة تصل بين ماغاس وجورجيا.
ولعل أجمل الابنية في ماغاس هو مجمع الدوائر الحكومية والدبلوماسية والتجارية والإعلامية، إلى جانب المركز الروحي للمدينة الذي يتمثل بالمسجد والمدرسة الدينية.
واللافت في ماغاس الحديثة هو الإبداع المعماري الذي يجمع بين الفن المعماري العالمي الحديث وفن البناء الروسي في صورة تعكس التقليد المعماري للإنغوش.

## نزران
نزران العاصمة السابقة وثاني المدن الأنغوشية الكبرى، وحاليا تشكل العصب الأساسي للاقتصاد المحلي، وتنتشر فيها الأسواق التجارية، والمطاعم والمقاهي وبعض الفنادق، بالإضافة إلى المحلات والمراكز التجارية على أنواعها، مما يجعل هذه المدينة أكثر حيوية من بقية المدن الأنغوشية وأكثر كثافة سكانية لا سيما وإن فرص العمل الأساسية تتوفر في هذه المدينة، على عكس المدن والبلدات الأنغوشية الأُخرى التي تعاني من أزمة البطالة التي تتجاوز معدلاتها 50% من السكان القادرين على العمل.

## وصلات خارجية
- جمهورية انغوشيا على موقع قناة روسيا اليوم